# Nagybajom
Nagybajom − miasto na Węgrzech, w komitacie Somogy, w powiecie Kadarkút.